# Südostasiatische Beachhandballmeisterschaften
Die Südostasiatischen Beachhandballmeisterschaften (Southeast Asian Beach Handball Championship) ist ein Wettbewerb für Beachhandball-Nationalmannschaften aus Südostasien.
2017 wurde erstmals eine regionale Meisterschaft für Südostasien ausgeschrieben. Mit Thailand und Vietnam gehören vor allem bei den Frauen zwei der besten Mannschaften Asiens und die beiden mit Abstand stärksten Teams der Region an dieser Meisterschaft teil. Vietnam gewann sowohl den Wettbewerb bei den Frauen, als auch bei den Männern vor Thailand und den Gastgebern von den Philippinen. Beide Wettbewerbe wurden als Meisterschaft ohne Playoffs ausgetragen, die Platzierungen orientierten sich an der Abschlusstabelle. Die zweite Austragung wurde für 2020 angesetzt, fiel jedoch aufgrund der COVID-19-Pandemie aus. Somit kam er erst 2022 zur zweiten Austragung des Wettbewerbs.

## Frauen
| 2017 Details | Dumaguete City, Philippinen | Vietnam                                    | keine Playoffs                             | Thailand                                   | Philippinen | keine Playoffs | nur drei Teilnehmer |
| 2020 Details | Thailand                    | Aufgrund der COVID-19-Pandemie ausgefallen | Aufgrund der COVID-19-Pandemie ausgefallen | Aufgrund der COVID-19-Pandemie ausgefallen |             |                |                     |
| 2022 Details | Bangkok, Thailand           |                                            |                                            |                                            | Indonesien  |                |                     |

### Platzierungen der weiblichen Nationalmannschaften
| Nation         | 2017 | 2022 |
| -------------- | ---- | ---- |
| Indonesien     | 0–   | 0T   |
| Philippinen    | 03   | 0–   |
| Singapur       | 0–   | 0T   |
| Thailand       | 02   | 0T   |
| Vietnam        | 01   | 0T   |
| Teilnehmerzahl | 3    | 4    |

| Legende | Legende | Legende | Legende                                             |
| ------- | ------- | ------- | --------------------------------------------------- |
| 1       | 2       | 3       | Podest-Platzierungen                                |
| 4       | 4       | 4       | vierter Halbfinalist, wenn es Halbfinals gab        |
| 5 bis 8 | 5 bis 8 | 5 bis 8 | Viertelfinalisten, wenn es Viertelfinals gab        |
| T       | T       | T       | teilgenommen, aber keine Platzierungsspiele         |
| X       | X       | X       | Mannschaft zunächst gemeldet, aber nicht angetreten |

## Männer
| 2017 Details | Dumaguete City, Philippinen | Vietnam                                    | keine Playoffs                             | Thailand                                   | Philippinen | keine Playoffs | nur drei Teilnehmer |
| 2020 Details | Thailand                    | Aufgrund der COVID-19-Pandemie ausgefallen | Aufgrund der COVID-19-Pandemie ausgefallen | Aufgrund der COVID-19-Pandemie ausgefallen |             |                |                     |
| 2022 Details | Bangkok, Thailand           |                                            |                                            |                                            | Philippinen | 2:0            | Singapur            |

### Platzierungen der männlichen Nationalmannschaften
| Nation         | 2017 | 2022  |
| -------------- | ---- | ----- |
| Indonesien     | 0–   | 0T    |
| Philippinen    | 03   | 03    |
| Singapur       | 0–   | 04    |
| Thailand       | 02   | 0T    |
| Thailand B     | 0–   | 0T    |
| Vietnam        | 01   | 0–    |
| Teilnehmerzahl | 3    | 4 (5) |

| Legende | Legende | Legende | Legende                                             |
| ------- | ------- | ------- | --------------------------------------------------- |
| 1       | 2       | 3       | Podest-Platzierungen                                |
| 4       | 4       | 4       | vierter Halbfinalist, wenn es Halbfinals gab        |
| 5 bis 8 | 5 bis 8 | 5 bis 8 | Viertelfinalisten, wenn es Viertelfinals gab        |
| T       | T       | T       | teilgenommen, aber keine Platzierungsspiele         |
| X       | X       | X       | Mannschaft zunächst gemeldet, aber nicht angetreten |